# Science-Fiction-Jahr 2020
Übersicht

◄◄ | ◄ | 2016 | 2017 | 2018 | 2019 | Science-Fiction-Jahr 2020 | 2021 | 2022 | 2023 | 2024

Weitere Ereignisse

## Ereignisse
- Der James Tiptree, Jr. Award wird in Otherwise Award umbenannt
- Der John W. Campbell Award for Best New Writer wird in Astounding Award for Best New Writer in Science Fiction umbenannt